# Champlitte
Champlitte település Franciaországban, Haute-Saône megyében. Lakosainak száma 1601 fő (2022. január 1.). Champlitte Grenant, Montigny-Mornay-Villeneuve-sur-Vingeanne, Orain, Belmont, Choilley-Dardenay, Coublanc, Cusey, Saulles, Tornay, Argillières, Courtesoult-et-Gatey, Écuelle, Framont, Percey-le-Grand, Pierrecourt és Vars községekkel határos.

## Népesség
A település népességének változása:
| Lakosok száma | 1759 | 1711 | 1712 | 1639 | 1638 | 1633 | 1634 | 1618 | 1601 |
|               | 2013 | 2015 | 2016 | 2017 | 2018 | 2019 | 2020 | 2021 | 2022 |